# Grammy Awards 1970
La 12ª edizione dei Grammy Awards si è svolta l'11 marzo 1970.

## Vincitori e candidati

### Categorie principali

#### Registrazione dell'anno
- Aquarius/Let the Sunshine In - The Fifth Dimension; Bones Howe (produttore)
- A Boy Named Sue - Johnny Cash; Bob Johnston (produttore)
- Is That All There Is? - Peggy Lee; Jerry Leiber e Mike Stoller (produttori)
- Love Theme from Romeo and Juliet - Henry Mancini; Joe Reisman (produttore)
- Spinning Wheel - Blood, Sweat & Tears; James Guercio (produttore)

#### Canzone dell'anno
- Games People Play, scritta e cantata da Joe South
- A Time For Us, scritta da Larry Kusik, Eddie Snyder, Nino Rota, eseguita da Henry Mancini
- Spinning Wheel, scritta da David Clayton-Thomas, cantata dai Blood, Sweat & Tears
- I'll Never Fall in Love Again, scritta da Burt Bacharach e Hal David, cantata da Dionne Warwick
- Raindrops Keep Fallin' on My Head, scritta da Burt Bacharach e Hal David, cantata da B. J. Thomas

#### Album dell'anno
- Blood, Sweat & Tears - Blood, Sweat & Tears
- Abbey Road - The Beatles
- The Age of Aquarius - The Fifth Dimension
- Crosby, Stills & Nash - Crosby, Stills & Nash
- At San Quentin - Johnny Cash

#### Miglior artista esordiente
- Crosby, Stills, Nash & Young
- Led Zeppelin
- Oliver
- Chicago
- The Neon Philharmonic

### Country

#### Miglior canzone country
- A Boy Named Sue - Johnny Cash, Shel Silverstein

### Pop

#### Miglior interpretazione pop vocale femminile
- Peggy Lee - Is That All There Is?
- Vikki Carr - With Pen in Hand
- Jackie DeShannon - Put a Little Love in Your Heart
- Brenda Lee - Johnny One Time
- Dusty Springfield - Son of a Preacher Man
- Dionne Warwick - This Girl's in Love with You

#### Miglior interpretazione pop vocale maschile
- Harry Nilsson' - Everybody's Talkin
- Joe South - Games People Play
- Ray Stevens - Gitarzan
- Frank Sinatra - My Way
- B.J. Thomas - Raindrops Keep Fallin' on My Head

#### Miglior interpretazione pop vocale di un gruppo/duo
- Aquarius/Let the Sunshine In - The Fifth Dimension

#### Miglior canzone contemporanea
- Games People Play - Joe South

### R&B

#### Miglior canzone R&B
- Color Him Father, scritta da Richard Lewis Spencer, eseguita da The Winstons
- I'd Rather Be an Old Man's Sweetheart, scritta da Clarence Carter, George Jackson e Raymond Moore, eseguita da Candi Staton
- Backfield in Motion, scritta ed eseguita da Mel & Tim
- Only the Strong Survive, scritta da Kenneth Gamble, Leon Huff e Jerry Butler, eseguita da Jerry Butler
- It's Your Thing, scritta da Rudolph Isley, O'Kelly Isley Jr. e Ronald Isley, eseguita da The Isley Brothers